# Sphaeropora fossa
Sphaeropora fossa är en mossdjursart som beskrevs av William Aitcheson Haswell 1881. Sphaeropora fossa ingår i släktet Sphaeropora och familjen Lepraliellidae. Inga underarter finns listade i Catalogue of Life.